# Fernando de Paula Oseñalde
Fernando de Paula Oseñalde fue un político español.

## Reseña biográfica
Fue Segundo Teniente de Alcalde del Ayuntamiento de Zaragoza.
Fue nombrado Alcalde de Zaragoza en sustitución de Luis Franco y López el 5 de febrero de 1876.
Del 21 de marzo de 1877 al 03 de mayo de 1878 fue Presidente de la Diputación Provincial de Zaragoza elegido por 25 votos a favor.
Falleció repentinamente.
| Predecesor: Bonifacio Alvira    | Presidente de la Diputación Provincial de Zaragoza 21 de marzo de 1877 - 03 de mayo de 1878 | Sucesor: Pedro Olleta Veratón |
| Predecesor: Luis Franco y López | Alcalde de Zaragoza 05 de febrero de 1876 -                                                 | Sucesor:                      |